# Robozuna
Robozuna è una serie d'animazione in computer grafica prodotta nel 2018 dallo studio ITV Productions e trasmessa su ITV.